# Ми більше ніж я
«Ми більше ніж я» (робоча назва Одружені) — телевізійний мінісеріал, знятий кіностудією StarLight Films для телеканалу СТБ. Адаптація корейського телесеріалу «Олала подружжя» («울랄라 부부», 2012).
Прем'єра телесеріалу відбулась 5 січня 2020 року на телеканалі СТБ..

## Синопсис
Після десяти років спільного життя між ними зникла романтика, пристрасть і бажання продовжувати будувати сім'ю. Максим давно завів собі молоду коханку Олю, а наївна Настя продовжує самотніми вечорами готувати найкращі страви для благовірного та чекати його з «роботи»…
Після затяжних скандалів пара наважилася на серйозний крок — розлучення! Щоб врятувати шлюб батьків від краху, син Дмитро перед Новим роком загадав бажання: щасливу сім'ю. Однак доля вирішила зіграти зі Степовими злу гру — вона переселила душу Насті в Максима, а його душу — у тіло жінки! Чи допоможе сімейна реінкарнація врятувати стосунки пари? Як вони житимуть у тілах одне одного?

## Творча команда
| - Режисер-постановник: Антон Щербаков - Оператор-постановник: Дмитро Плюта - Художник-постановник: Дмитро Шинкаренко - Автор сценарію: Ольга Кржечевська, Тала Пристаєцька | - Виконавчий продюсер: Наталія Нікіфорова, Андрій Різванюк - Креативний продюсер: Тала Пристаєцька - Генеральний продюсер: Людмила Семчук, Ганна Рапп, Володимир Локотко |

## У ролях
- В'ячеслав Довженко — Макс Степовий
- Віра Кобзар — Настя Степова
- Роман Кондратюк — Дімка Степовий, син Макса та Насті Степових
- Тетяна Зіновенко — Степова Ірина Гарольдівна (мати Макса)
- Сергій Фролов — Володимир, керманич Макса
- Катерина Варченко — Ольга, коханка Макса
- Анастасія Карпенко — Маріка, подруга Насті
- Микола Данилюк — Андрій, друг Макса
- Руслан Коваль — Кокін
- Сергій Береженко — Григорович
- Юлія Врублевська — Тома
- Крістіна Люба — дівчина інструктор
- Данило Лакоза — Деркачов
- Олександр Катунін — лікар УЗД
- Вадим Кононов — плейбой на милицях
- Іван Горпинюк — лікар травпункту
- Уляна Данилюк — медсестра травпункту
- Денис Драчевський — метрдотель
- Марія Кочур — Бухарська
- Олександр Карпов — доповідач
- Максим Юркін — зворушливий хлопець
- Сергій Солопай — Дід Мороз

## Виробництво
Виробництвом серіалу займалася компанія StarLight Films; зйомки проходили в березні 2019 року в Києві. Сцени готелю знімали в готелях Fairmont Grand Hotel Kyiv та Riviera House.

## Реліз
Усі 4 серії мінісеріалу вийшли 5 січня 2020 року на телеканалі СТБ.

## Телевізійні рейтинги
Під-час своєї трансляції 5 січня 2020 року мінісеріал отримав частку від 2,9 % до 4,2 % залежно від серії.